# Eusphyra
Eusphyra is een geslacht van hamerhaaien (Sphyrnidae). Het geslacht bevat twee soorten.

## Soort
- Eusphyra blochii (Cuvier, 1816) – Vleugelkophamerhaai
- Eusphyra laticeps (Cantor, 1837)

Eusphyra · Sphyrna